# 牧島
牧島（まきしま）は、佐賀県伊万里市の伊万里湾沿いにある地域である。カブトガニ産卵地として有名な多々良海岸がある。

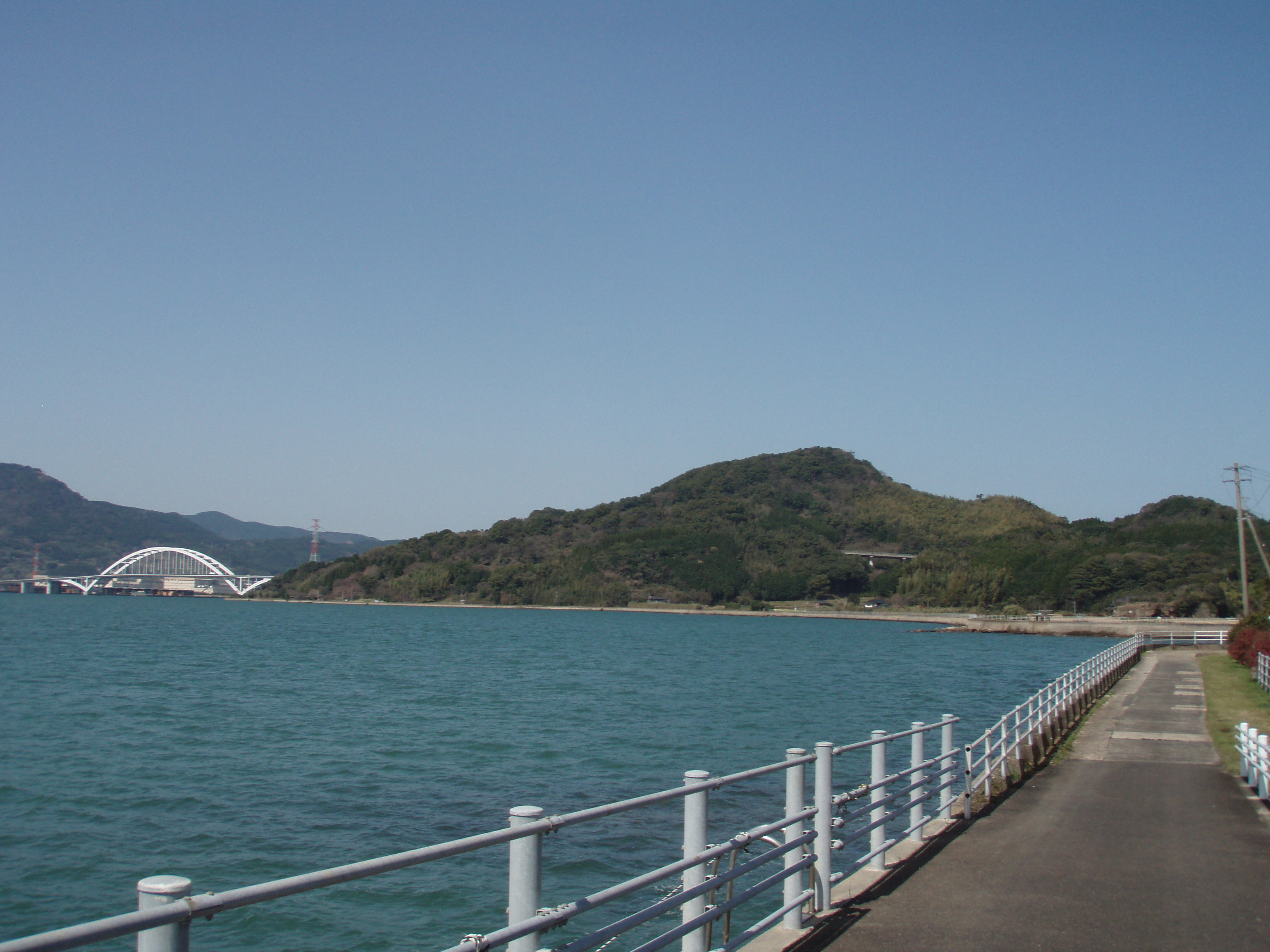
多々良海岸沿いから見た牧島山

## 地理
伊万里市街から波多津町を通る国道204号沿いにある地域で、近年では対岸の山代町を繋ぐ伊万里湾大橋が開通し、交通量の増加に伴いバイパスが開通した。伊万里湾に接しており、多々良海岸沿いには木須川が流れ込んでいる。また水田が広がる平地でその多くは干拓地である。
- 山岳：牧島山
- 河川：木須川、矢竹川

## 人口
|           | 男性  | 女性  | 合計数 | 世帯数  |
| --------- | ----- | ----- | ------ | ------- |
| 2010年1月 | 733人 | 814人 | 1547人 | 563世帯 |
| 2009年1月 | 747人 | 837人 | 1584人 | 573世帯 |
| 2007年1月 | 741人 | 836人 | 1577人 | 555世帯 |
| 2006年1月 | 754人 | 863人 | 1617人 | 552世帯 |
| 2005年1月 | 774人 | 880人 | 1654人 | 554世帯 |

※伊万里市人口統計表より引用

## 歴史
もと「楠久嶋」と呼ばれ、対岸の山代郷楠久津に属していた。1622年（元和8年）ごろ、佐賀藩の御用馬を育てる牧場が設けられた。牧島は「楠久御牧場」と呼ばれ、牧奉行は初代皿山代官となった山本神右衛門だった。「牧」があった「嶋」なので「牧嶋（牧島）」と呼ばれるようになった。
牧嶋の東には、早里崎との間に「瀬戸（せまい海峡）」があったが、江戸時代の中期に、塩田や水田をつくるために干拓されて陸つづきになった。1812年（文化9年）に測量に訪れた伊能忠敬は、『測量日記』の中で「牧嶋、旧は離島なり」と書いている。明治時代になって牧場もなくなり、楠久津の内としておくのも不便なので、伊万里郷へ所属替えになった。
1889年（明治22年）、市町村制の施工によって「木須村」「瀬戸村」「脇田村」「松島村」が合併し「牧島村」となった。村名は、初代村長の川副綱隆の提案によるものといわれている。
その後、牧島村は1928年（昭和3年）、伊万里町と合併した。1954年（昭和29年）に伊万里市牧島地区になり、現在の行政区には、木須西、本瀬戸、中通、早里、漁港、釘島がある。
1915年（大正4年）まで塩田で製塩が行われ、明治時代以降の干拓によって、木須新田や川副新田などの広大な農地がひろがった。また、2003年（平成15年）3月9日に、対岸にある山代町を結ぶ伊万里湾大橋が開通した。

## 交通
- バス路線 西肥自動車（伊万里〜福島港・古場線）
- 最寄のバス停：木須・木須崎・本瀬戸・早里・新道入口・築港入

道路
- 一般国道：国道204号

## 名所・旧跡・観光スポット・祭事・催事
- 伊万里湾カブトガニの館
- 牧島りんりんロード
- ホタル憩いの場
- カブトガニの産卵を観る会（7月）
- 竹灯篭祭り（7月）
- 菜の花祭り（3月）

## 出身の有名人
- 白竜 - 俳優、歌手